# پیسینا، پیه‌مونته
پیسینا (انگلیسی: Piscina) یک کومونه واقع در ناحیه پیه‌مونته، ایتالیا است.